# Caio Quíncio Cincinato
Caio Quíncio Cincinato (em latim: Caius Quintius Cincinnatus) foi um político da gente Quíncia nos primeiros anos da República Romana, eleito tribuno consular em 377 a.C..

## Tribunato consular (377 a.C.)
Em 377 a.C., Caio Quíncio foi eleito tribuno consular com Caio Vetúrio Crasso Cicurino, Lúcio Emílio Mamercino, Públio Valério Potito Publícola, Sérvio Sulpício Pretextato e Lúcio Quíncio Cincinato Capitolino.
Durante seu mandato, Roma teve que enfrentar somente a ameaça dos volscos, desta vez aliados aos latinos. Organizado o alistamento, o exército foi dividido em três partes: uma para defender a cidade, uma para a defesa do território romano e a maior parte foi enviada para combater o inimigo, sob as ordens de Lúcio Emílio e Públio Valério.
A batalha foi travada perto de Satricum e os romanos levaram a melhor, apesar da forte resistência dos latinos, que haviam copiado as técnicas militares romanas. Enquanto os volscos se retiraram para Âncio (sua capital), a partir de onde trataram sua rendição, entregando a cidade e seu território aos romanos, os latinos atearam fogo a Satricum e atacaram Túsculo, segundo eles uma cidade "duplamente culpada", pois era a única latina que havia obtido a cidadania romana.
Enquanto os latinos ocupavam a cidade, os tuscolanos se retiraram para a cidadela e enviaram um pedido de ajuda urgente aos romanos, que enviaram reforços sob as ordens de Lúcio Quíncio e Sérvio Sulpício, que conseguiram expulsar os latinos e libertar a cidade.